# Пам'ятник Петрові Сагайдачному (Київ)
Па́м'ятник Петро́ві Сагайда́чному — пам'ятник українському гетьманові Петру Конашевичу-Сагайдачному, встановлений 19 травня 2001 року на Контрактовій площі м. Києва.
Автори — скульптор В. В. Швецов, О. Ю. Сидорук, Б. Ю. Крилов, архітектори М. Л. Жаріков та Р. І. Кухаренко. Загальна висота пам'ятника — 5,5 м, п'єдесталу — 1,5 м.
На спорудження пам'ятника використані благодійні кошти підприємств та громадян міста Києва, а також мешканців села Кульчиці Самбірського району Львівської області.

## Світлини

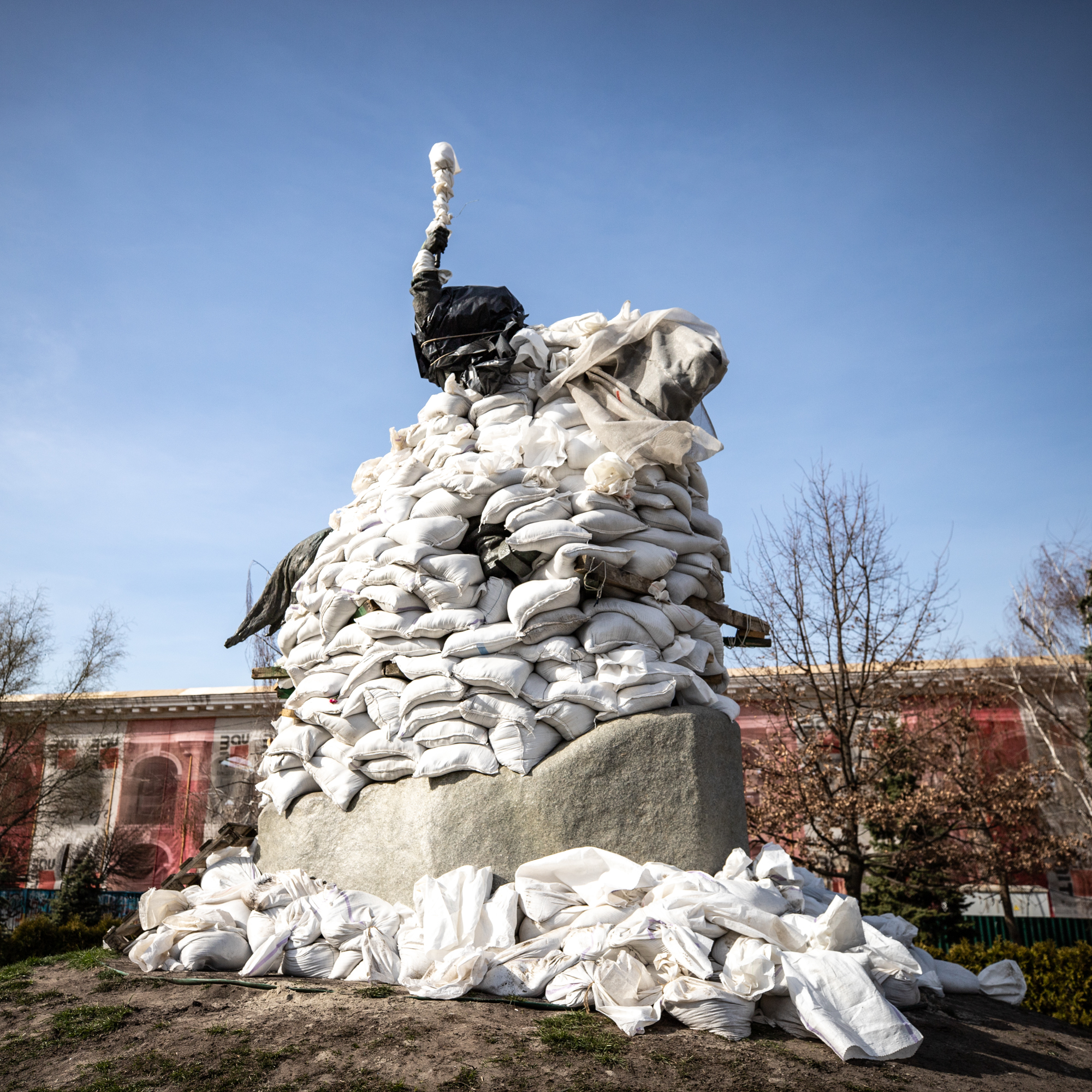
Під час російського вторгнення в Україну (2022)